# بلدية توبا، ساو باولو
بلدية توبا، ساو باولو هي مدينة، وبلدية في البرازيل، تتبع ساو باولو، بلغ عدد سكانها 63٬333  نسمة، في 2000، تبلغ مساحتها 628٫51 كيلومتر مربع.

## الموقع
تشترك في الحدود مع:
- Arco-Íris [الإنجليزية]‏
- Iacri [الإنجليزية]‏
- Queiroz, São Paulo [الإنجليزية]‏
- João Ramalho (municipality) [الإنجليزية]‏.